# جولي دولينج
جولي دولينج (بالإنجليزية: Julie Dowling)‏ هي فنانة أسترالية، ولدت في 1969 في سوبياكو ‏ في أستراليا.

## وصلات خارجية
- الموقع الرسمي